# جشنواره بین‌المللی هنر برای صلح
جشنوارهٔ بین‌المللیِ هُنر برای صُلح جشنواره‌ای است که بدون حمایت دولتی هر سال با موضوع اصلی «صلح»، آثار هنرمندان را معرفی و در جهت ترویج این آثار در زمینهٔ صلح فعالیت می‌کند و به پیشکسوتان فرهنگ و هنر و فعالین در زمینهٔ صلح و فعالیت‌های بشردوستانه، نشان عالی هنر برای صلح را اهدا می‌کند. تا کنون ۷ دوره از این جشنواره برگزار شده‌است که آخرین دورهٔ آن در سال ۱۳۹۸ بوده‌است.

## تاریخچه و فعالیت
اولین دورهٔ جشنواره هنر برای صلح در سال ۱۳۹۲ برگزار شد. دبیر این جشنواره «فریدون فربود» و مدیر اجرایی آن «رودابه تنکرمی» است. آثار هنری در رشته‌های نقاشی، گرافیک، مجسمه، عکاسی، ویدئو، فیلم، موسیقی، پرفورمنس و تئاتر که مرتبط با موضوع باشند در این جشنواره حضور می‌یابند.
این جشنواره هر سال تعدادی نشان و جایزه به هنرمندان، مدیران برتر فرهنگی و چهره‌های تأثیرگذار در زمینه فعالیت‌های صلح آمیز و بشردوستانه اهدا می‌کند.
دورهٔ اول (۱۳۹۲)
نشان جشنواره در دورهٔ اول به افراد زیر اهداء شد:
- «هوشنگ کامکار» در رشتهٔ موسیقی
- «بهنام کامرانی» در رشتهٔ تجسمی
- «حمیدرضا بنی اردلان»
- «هوشنگ قاضی مراد» برای پاسداشت یک عمر فعالیت هنری
- «پریسا پهلوان» مدیر گالری ویستا به پاس حمایت مالی از جشنواره
- «شیوا دولت‌آبادی» مدیر انجمن حمایت از حقوق کودکان

دورهٔ دوم (۱۳۹۳)
نشان جشنواره در دورهٔ دوم به افراد زیر اهداء شد:
- «شهرام ناظری» در رشتهٔ موسیقی
- «حمید عجمی» در رشتهٔ تجسمی
- «محمدعلی زم» به خاطر یک دهه مدیریت فرهنگی
- «مجید ملانوروزی»، ریاست موزه هنرهای معاصر تهران، به پاس حمایت مادی و معنوی از جشنواره

دورهٔ سوم (۱۳۹۴)
نشان جشنواره در دورهٔ سوم به افراد زیر اهداء شد:
- «علیرضا مشایخی» در رشتهٔ موسیقی
- «جلال ستاری» به خاطر یک عمر فعالیت و تلاش در عرصه‌های فرهنگی و پژوهش
- «سعیده قدس»، بنیانگذار مؤسسه محک به خاطر یک عمر فعالیت بشردوستانه

دورهٔ چهارم (۱۳۹۵)
نشان جشنواره در دورهٔ چهارم به افراد زیر اهداء شد:
- «نصرالله افجه ای» در رشتهٔ خوشنویسی به پاس یک عمر فعالیت هنری
- «ایران درودی» در رشتهٔ نقاشی به پاس تلاش فراوان در راه اعتلای هنر ایران
- «محمد فرنود» در رشتهٔ عکاسی به پاس تلاش بی‌وقفه او در راه ثبت واقعیت‌ها
- «فاطمه معتمدآریا» در رشتهٔ سینما به پاس تلاش در راه گسترش فرهنگ گفتگو، مدارا و صلح
- «مژده طباطبایی زواره» مدیر گالری مژده به پاس حمایت مالی از جشنواره

دورهٔ پنجم (۱۳۹۶)
نشان جشنواره در دورهٔ پنجم به افراد زیر اهداء شد:
- «محمود دولت‌آبادی» - نشان صلح
- «محمدرضا شجریان» (پیامی از سوی محمدرضا شجریان برای جشنواره ارائه شد و «نشان صلح» او را مرتضی کاخی دریافت کرد)
- «کوروش شیشه گران» - نشان صلح
- «ناصر تقوایی» («نشان صلح» ناصر تقوایی نیز توسط همسرش مرضیه وفامهر دریافت شد)
- «مجید رجبی معمار» نشان حامی صلح به پاس تلاش‌های او برای بین‌المللی شدن جشنواره
- «عالیه علم‌الهدی» مدیر مجموعهٔ «آرتروم» - نشان حامی صلح
- «سعیده آبشناسان» مدیر مجموعهٔ «گوهران» - نشان حامی صلح

دورهٔ ششم (۱۳۹۷)
در دورهٔ ششم جشنواره ۲۹۰ اثر هنری از کشورهای مختلف به نمایش درآمد.
در دورهٔ ششم جشنواره افراد زیر تقدیر شدند:
- «امیرهوشنگ ابتهاج» شاعر و پژوهشگر - نشان عالی هنر برای صلح
- «بهرام بیضایی» تهیه‌کننده و کارگردان سینما و تئاتر - نشان عالی هنر برای صلح
- «حسین محجوبی» نقاش صاحب نام ایران - نشان عالی هنر برای صلح
- «کامبیز درم بخش» طراح و گرافیست - نشان عالی هنر برای صلح
- «سید امیر علی احمدی» مدیر عامل تصویر شب
- «مریم جلالی» مدیر پردیس سینما گالری ملت
- «علیرضا دانافر» - نشان صلح شیوا[۱۳]

دورهٔ هفتم (۱۳۹۸)
هفتمین دوره جشنواره از ۲۹ شهریور تا ۱۲ مهر ۱۳۹۸ در خانه فرهنگ دیهیم، گالری باروک و سینما فرهنگ تهران برگزار شد.
در دورهٔ هفتم جشنواره افراد زیر تقدیر شدند:
- «لوریس چکناواریان» نشان عالی هنر برای صلح به پاس نیم قرن تلاش برای موسیقی (این نشان توسط حسین محجوبی، عباس مشهدی‌زاده و طاها بهبهانی اهداء شد)
- «امیر نادری» نشان عالی هنر برای صلح برای روایتگری عاشقانه در سینما (این نشان توسط امیر اسفندیاری، محمد مهدی گورنگی و مونا زندی حقیقی به نیابت از امیر نادری به نادر سماواتی اهداء شد)
- «محمدرضا شفیعی کدکنی» نشان عالی هنر برای صلح برای بیش از نیم قرن تلاش در اعتلای فرهنگ و ادب پارسی (این نشان توسط فریدون فربود برای شفیعی کدکنی ارسال و اهداء شد)
- «ملیحه غلام‌زاده» لوح تقدیر اثر منتخب بخش سینمای ایران

## جوایز
«نشان عالی هنر برای صلح»، «نشان حامی صلح»، «تقدیرنامه صلح» و «نشان صلح شیوا» از جمله جوایز این جشنواره هستند.